# Certificaat (verklaring)
Een certificaat is een waardedocument met een schriftelijke verklaring waarbij dit document aangeeft dat een product of dienst voldoet aan de gestelde kwaliteitseisen in de betreffende branche. Het kan een geïnteresseerde helpen bij het vergelijken en aankopen van diensten en producten. Soms kan er ook een keurmerk of label aan het document gerelateerd zijn. 
Een keuring wordt verricht door een onafhankelijke certificerende instelling (CI). Het wordt vaak gecombineerd met accreditatie omdat een geaccrediteerde CI de meeste betrouwbare vorm van keuringen zijn. Certificaten spelen ook een rol bij het versterken van concurrentieposities. Een certificaat op een document is niet hetzelfde als een keurmerk en erkenningsregeling.

## Voorbeelden van certificaten
Een certificaat wordt afgeleverd bij: producten, diensten, bedrijfsprocessen, systemen en voor personen als bewijsstuk van kennis en vaardigheden. 

### Bedrijf
Bedrijven kunnen een certificaat voeren dat wordt afgegeven hetzij door de brancheorganisatie waartoe het bedrijf behoort, of door een toezichthoudende instantie uit deze branche of gilde. Zo'n certificaat kan een verklaring zijn omtrent de eisen waaraan het bedrijf voldoet, en vormt dan een garantie voor professionaliteit.

### Individu
Personen kunnen zich laten certificeren op een bepaald vakgebied. Het zijn brancheorganisaties dan wel belanghebbenden die de professie van een vakvrouw of vakman op een hoger niveau willen plaatsen. Niet altijd zijn persoonscertificeringen geaccrediteerd.

### Waarborg
Het kan ook een waarborgcertificaat zijn, dat aangeeft hoe een consument schadeloos wordt gesteld bij insolvabiliteit van het bedrijf of bij het optreden van gebreken in een product of dienst.

### Vernietiging
Soms is het gewenst dat gevoelige informatie of waardepapieren vernietigd worden. Dit is bijvoorbeeld van belang wanneer het toonderpapieren zijn en de schuld is ingelost. De voormalige schuldenaar wenst niet alsnog met deze reeds afgeloste papieren te worden geconfronteerd, en wil dus zekerheid dat ze vernietigd zijn. Bij tijdelijk bewaarde gevoelige informatie zal men dit eveneens willen, omdat men niet wil dat deze gaat zwerven en in verkeerde handen komt. Simpelweg iets in de shredder stoppen is vaak niet genoeg, en sommige data zoals computergegevens kunnen ook niet zomaar vernietigd worden (computerbestanden wissen betekent niet dat ze vernietigd zijn; men moet de harde schijf zelf vernietigen of speciale vernietigingssoftware gebruiken).
Men kan hiervoor een bedrijf met vernietigingscapaciteiten inschakelen, dat na afloop een certificaat kan afgeven ten bewijze dat de objecten werkelijk vernietigd zijn.

### Deelcertificaat
Vavo-scholen kunnen deelcertificaten uitgeven per schoolvak. Als men alle benodigde certificaten bij elkaar heeft, kunnen die niet ingewisseld worden voor een einddiploma van bijvoorbeeld vmbo, havo of vwo. Deze functie van deelcertificaten is overgenomen door cijferlijsten. Het deelcertificaat is een soort diploma voor een vak. Op basis van cijferlijsten verkrijgt men een diploma. Dit komt meestal voor bij het vavo. Op deze manier kunnen mensen hun eigen tempo kiezen om een diploma van het voortgezet onderwijs te behalen. Ook in het hbo en het wetenschappelijk onderwijs bestaat deze mogelijkheid.
In Vlaanderen spreekt men in de onderwijscontext van een deelattest.

### Echtheid
Bij de verkoop van voorwerpen van (hoge) waarde zal de handelaar vaak een certificaat van echtheid afgeven. Dit is een deskundige verklaring dat het gekochte voorwerp echt is. Dit gebeurt bijvoorbeeld bij kunstvoorwerpen, antieke voorwerpen en originele exemplaren van oude kranten. Als de kunstenaar nog in leven is, kan zo'n certificaat door hemzelf worden afgegeven.

### Inschrijving
Het bezit van waardestukken kan worden ingeschreven in een lijst of grootboek. Dit gebeurt wel met loten uit een loterij. 
Van sommige aandelen die op de effectenbeurs worden verhandeld, bestaan certificaten. De belegger ontvangt dan veelal niet de gekochte aandelen zelf, maar certificaten van aandelen. Dit betekent dat hij wel de voor- en nadelen van het aandeel heeft (koersfluctuaties, dividenduitkeringen), maar geen stemrecht bezit in een vergadering van aandeelhouders. Dat stemrecht berust meestal bij een administratiekantoor. Doorgaans is het de aandeelhouder wel mogelijk zijn certificaat om te ruilen voor werkelijke aandelen, al is de procedure omslachtig.

### Oorsprong
Voor de handel in goederen is soms een Certificaat van Oorsprong (CvO) vereist. Dit kan met invoerbepalingen te maken hebben: het land van oorsprong van de handelswaar moet dan schriftelijk zijn vastgelegd. Het kan ook voortvloeien uit de wens van de afnemer om te weten van welke fabriek een product afkomstig is. Met een certificaat van oorsprong bewijst men soms ook dat het een erkend streekproduct is. Voor handel binnen de Europese Unie volstaat vaak een Leveranciersverklaring van Oorsprong (LvO).

### Onderzoek
Aan boord van een binnenschip moet zowel in Nederland als in België een geldig Certificaat van Onderzoek aanwezig zijn. Het is verboden een binnenschip te gebruiken waarvan de toestand, het gebruik en de uitrusting niet in overeenstemming zijn met hetgeen is vastgelegd in het certificaat van onderzoek.

### Onvermogen
Indien iemand niet in staat is bepaalde kosten te voldoen, zoals proceskosten, gemeentelijke leges voor huwelijk of begrafenis, dan kan hij van de betalingsverplichting worden ontheven. Hij moet daartoe zijn financieel onvermogen kunnen aantonen. Daartoe dient een certificaat van onvermogen dat door de gemeente (officieel: de burgemeester) wordt afgegeven.

### Spaar- en aandelen
Bewijzen dat men deelneemt in een aandelenplan, of dat men zijn spaargeld voor een bepaalde tijd heeft vastgezet, worden door banken wel op de markt gebracht met de naam "certificaat". 